# Bynkefugle
Bynkefugle (Saxicola) er en slægt af mindre insektædende spurvefugle, der er udbredt med cirka 15 arter i Eurasien, Afrika og Australasien. De blev tidligere betragtet som små drosler, men regnes nu til fluesnapperfamilien.
De to arter bynkefugl og sortstrubet bynkefugl yngler i Danmark.

## Arter
Et udsnit af de 15 arter af bynkefugle:
- Bynkefugl, Saxicola rubetra
- Sortstrubet bynkefugl, S. rubicola
- Afrikansk bynkefugl, S. torquatus
- Sibirisk bynkefugl, S. maurus
- Sort bynkefugl, S. caprata